# Zeeslag bij Navarino

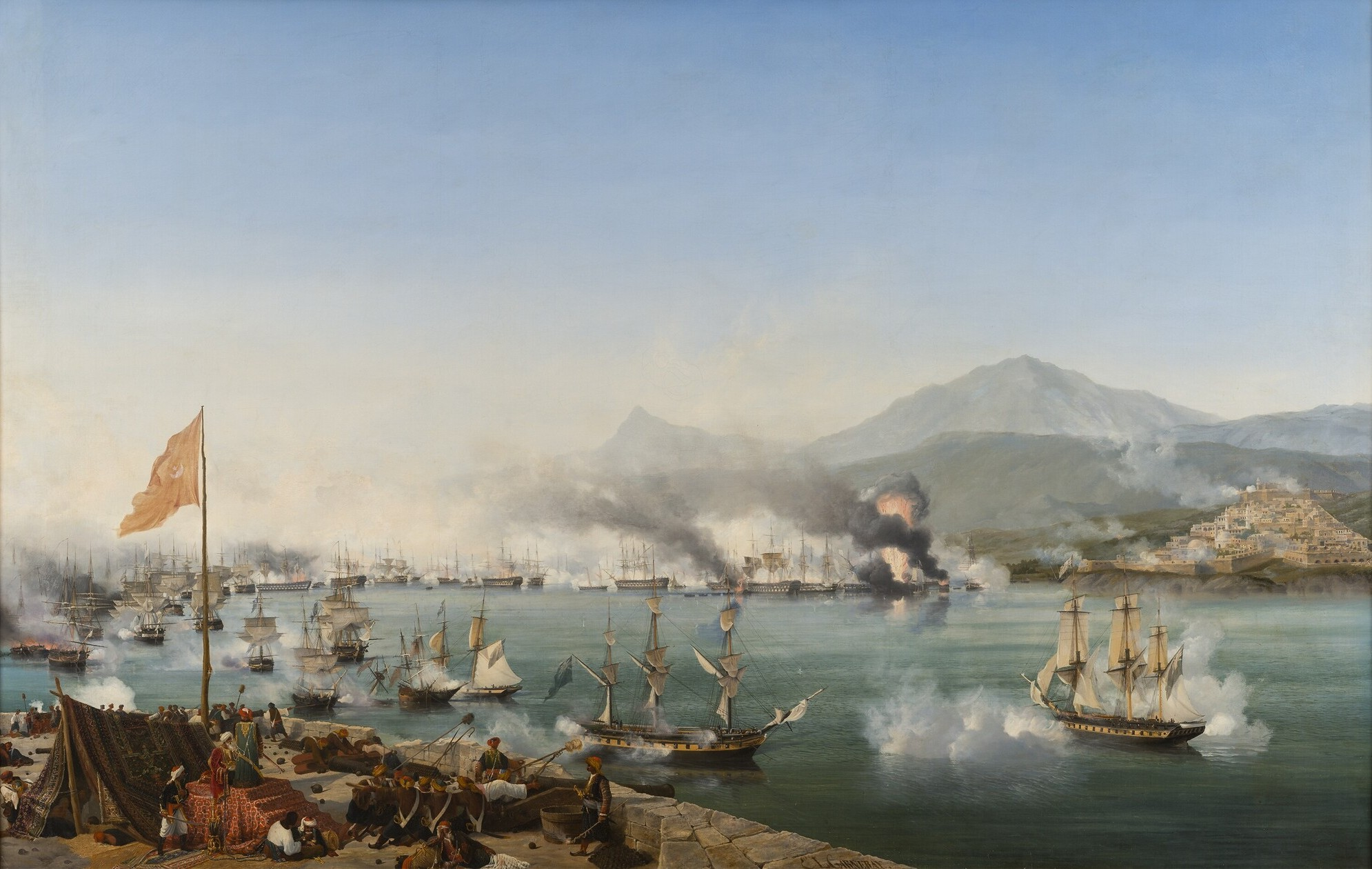
Slag bij Navarino

De Zeeslag bij Navarino of Slag in de Baai van Navarino op 20 oktober 1827 bracht een beslissende wending in de Griekse onafhankelijkheidsoorlog. Het was de laatste grote zeeslag die uitsluitend met zeilschepen werd geleverd, vóór de komst van stoomschepen, slagschepen en granaten. Het wordt ook gezien als een van de eerste militaire interventies om humanitaire redenen.

## Voorgeschiedenis
De huidige stad Pylos heette in de middeleeuwen Navaríno, een verbastering van de Griekse woorden "των Αβαρίνων" (ton Avarínon), wat "van de Avaren" betekent, een herinnering aan de nomadische stam die dit gebied in de 6e eeuw binnenviel. Het Neokastro ("Nieuw Fort") aan het zuideinde van de Baai van Pylos (of Baai van Navarino) is in 1573 gebouwd door de Turken, en was tussen 1686 en 1715 in Venetiaanse handen.
Tijdens de Griekse Onafhankelijkheidsoorlog konden Griekse vrijheidsstrijders tijdelijk de vesting veroveren, maar zij moesten zich in 1825 overgeven aan Ibrahim Pasja. Deze sloeg er zijn hoofdkwartier op en ondernam vandaar uit vergeldingsacties in het gehele achterland van Messenië.

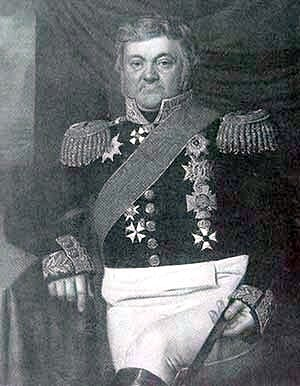
Lodewijk van Heiden

## Zeeslag
De Ottomaanse sultan Mahmut II bleef iedere vorm van bestand met de Griekse opstandelingen afwijzen, terwijl onder meer Frankrijk, Groot-Brittannië en Rusland de feitelijke onafhankelijkheid van Griekenland erkend hadden, en er officiële betrekkingen mee onderhielden. 

Bij het Verdrag van Londen van 6 juli 1827 kwamen Frankrijk, Groot-Brittannië en Rusland overeen tussen de strijdende partijen te komen om het "bloedvergieten” te stoppen en de Grieks-Turkse impasse te doorbreken. Met dit doel werd een tripartiete vloot naar Griekse wateren gestuurd. De geallieerde vloot stond onder het bevel van de admiraals Henri de Rigny (voor Frankrijk), Edward Codrington (voor Groot-Brittannië) en Lodewijk van Heiden (een Nederlander, in dienst van de Russen). Zij beschikten over 27 schepen met in totaal 1276 kanonnen. De Turks-Egyptische vloot onder leiding van Ibrahim Pasja lag voor anker in een halve cirkel in de Baai van Navarino, met 89 schepen en 2438 kanonnen.

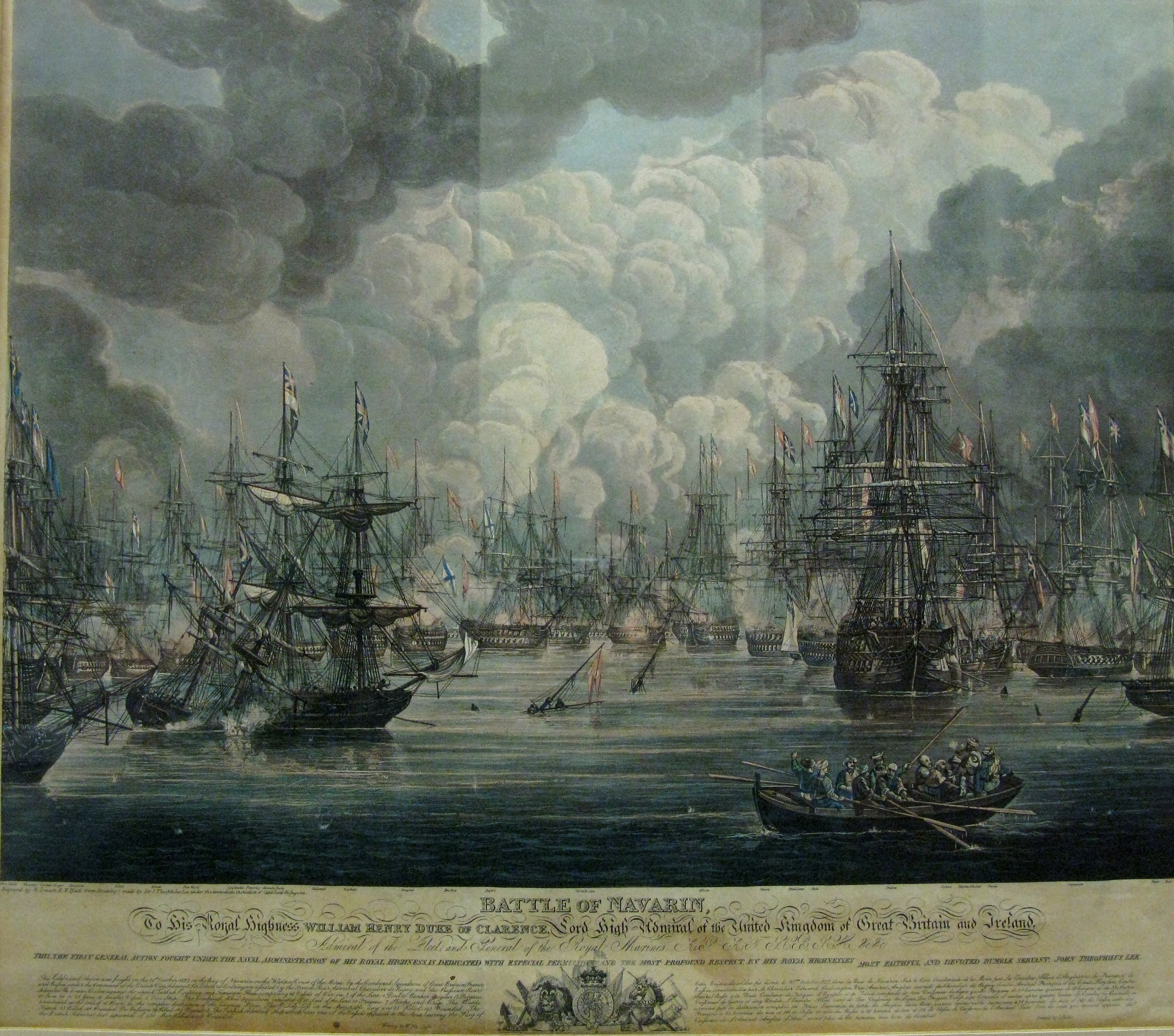
Zeeslag bij Navarino,Nationaal Historisch Museum van Athene, Griekenland

De tactiek van de geallieerden was door het laten opzeilen van een reeks wendbare schepen Ibrahim te intimideren, zodat hij zich uit de baai zou terugtrekken. Maar nadat de Turken enkele salvo's hadden gelost zonder dat daartoe een bevel was gegeven, hetgeen beschouwd werd als begin van het gevecht, volgde een heuse zeeslag. De geallieerde schepen die waren uitgerust met kanonnen, maakten de Ottomaanse schepen met kanonnen onschadelijk, tegen de avond was driekwart van de Turkse vloot gezonken. De Griekse onafhankelijkheid was nu onafwendbaar.

## Moderne tijd
Op een rots/eilandje Tsixli Mpampa in de smalle doorvaart naar de baai van Navarino, die grotendeels door het langwerpige eiland Sphacteria van de Middellandse Zee wordt gescheiden, staat een Frans monument dat de gesneuvelden in de Slag van Navarino gedenkt. Wie door de baai vaart kan, naar verluidt, de wrakken van de Turks-Egyptische vloot op de zeebodem zien liggen.
De drie zijn in Griekenland tot heden toe nog steeds beter bekend als de Tris Navárchi ("de Drie Admiraals"); elke Griekse stad heeft wel een Platía Tríon Navárchon ("Plein der Drie Admiraals").